# Rete filoviaria di San Francisco
La rete filoviaria di San Francisco (in inglese San Francisco Trolleybus System, IPA: [sæn frənˈsɪskoʊ ˈtrɑlibʌs ˈsɪstəm]) è la rete di filobus a servizio della città di San Francisco, nello Stato della California. Entrata in servizio a partire dal 6 ottobre 1935, è gestita dalla San Francisco Municipal Railway (Muni) dal 1941 e si compone di 15 linee.
È una delle sole cinque reti filoviarie in attività negli Stati Uniti d'America e nel 2015 con i suoi 57 481 600 passeggeri annuali è la più utilizzata. La rete comprende anche la salita più ripida al mondo percorsa da un filobus, ovvero la sezione di Noe Street tra Cesar Chavez Street e 26th Street che ha una pendenza del 22,8%.

## La rete
| Linea | Nome                | Percorso                                                      |
| ----- | ------------------- | ------------------------------------------------------------- |
| 1     | California          | Drumm Street ↔ California Street ↔ 33rd Avenue/Geary          |
| 2     | Clement             | Ferry Plaza ↔ Sutter Street ↔ Presidio Avenue                 |
| 3     | Jackson             | Sutter Street ↔ Jackson Street ↔ Presidio Avenue              |
| 5     | Fulton              | Transbay Terminal ↔ Fulton Street ↔ La Playa/Ocean Beach      |
| 6     | Haight-Parnassus    | Ferry Plaza ↔ Parnassus Street ↔ Quintara Street              |
| 14    | Haight-Parnassus    | Ferry Plaza ↔ Mission Street ↔ San Jose Avenue/Daly City      |
| 21    | Hayes               | Ferry Plaza ↔ Hayes Street ↔ Stanyan/Fulton                   |
| 22    | Fillmore            | 3rd St./20th ↔ Fillmore Street ↔ Marina Boulevard             |
| 24    | Divisadero          | Jackson Street ↔ Divisadero Street ↔ Oakdale/Palou/3rd Street |
| 30    | Stockton            | Caltrain Depot ↔ Stockton Street ↔ Jefferson/Beach            |
| 31    | Balboa              | Ferry Plaza ↔ Balboa Street ↔ La Playa/Ocean Beach            |
| 33    | Ashbury-18th Street | Maple Street ↔ Stanyan Street ↔ Potrero/25th Street           |
| 41    | Union               | Union Street ↔ Columbus Avenue ↔ Lyon/Greenwich               |
| 45    | Union-Stockton      | Union Street ↔ Stockton Street ↔ Caltrain Depot               |
| 49    | Van Ness-Mission    | North Point Street ↔ Van Ness Avenue ↔ City College           |